# 庫魯尚河
庫魯尚河（烏克蘭語：Курушан），是烏克蘭的河流，位於該國東南部扎波羅熱州，屬於莫洛奇納河的左支流，發源自多夫格以東，河道全長64公里，流域面積600平方公里。